# Iekaterina Orlova
Pour les articles homonymes, voir Orlova.
Iekaterina Nikolaïevna Orlova (en russe : Екатерина Николаевна Орлова) est une joueuse de volley-ball russe née le 21 octobre 1987 à Kaliningrad. Elle mesure 1,93 m et joue au poste de centrale. Elle totalise 5 sélections en équipe de Russie.

## Clubs
| Club                     | De        | À         |
| ------------------------ | --------- | --------- |
| MGFSO-2 Moscou           | 2001-2002 | 2002-2003 |
| MGFSO Moscou             | 2003-2004 | 2003-2004 |
| RGSU-CDM Moscou          | 2004-2005 | 2004-2005 |
| Fakel Novy Ourengoï      | 2005-2006 | 2005-2006 |
| Dynamo-Yantar            | 2006-2007 | 2006-2007 |
| Universitet Belgorod     | 2007-2008 | 2009-2010 |
| Dynamo-Yantar            | 2010-2011 | 2010-2011 |
| Omitchka Omsk            | 2011-2012 | 2014-2015 |
| VBC Voléro Zurich        | 2015-2016 | 2016-2017 |
| VK Proton Saratov        | 2017-2018 | 2017-2018 |
| VK Lokomotiv Kaliningrad | 2018-2019 | 2019-2020 |
| Dinamo Moscou            | 2020-2021 | …         |

## Palmarès

### Équipe nationale
- Championnat d'Europe
  - Vainqueur : 2015.
- Grand Prix mondial
  - Finaliste : 2015.

### Clubs
- Championnat de Suisse
  - Vainqueur : 2016, 2017.
- Coupe de Suisse
  - Vainqueur : 2016, 2017.
- Supercoupe de Suisse
  - Vainqueur : 2016.
- Championnat de Russie
  - Finaliste : 2019, 2020.
- Coupe de Russie
  - Vainqueur : 2008.
  - Finaliste : 2014.
- Supercoupe de Russie
  - Vainqueur : 2019.